# Jason Danskin
Jason Danskin (sinh ngày 28 tháng 12 năm 1967) là một cựu cầu thủ bóng đá người Anh thi đấu ở Football League cho Everton, Hartlepool United và Mansfield Town.